# Day After Tomorrow (álbum)
Day After Tomorrow es el vigesimosexto álbum de estudio de la cantante estadounidense Joan Báez, publicado por la compañía discográfica Proper Records en septiembre de 2008. El álbum incluyó canciones compuestas por artistas como Tom Waits, Elvis Costello, T Bone Burnett, Patty Griffin, Thea Gilmore y Steve Earle y fue grabado en Nashville entre diciembre de 2007 y marzo de 2008.
Debutó en el puesto cien de la lista UK Albums Chart, mientras que en los Estados Unidos se convirtió en el primer trabajo de eBáez en entrar en la lista Billboard 200 en 29 años, donde alcanzó el puesto 128 en su primera semana a la venta.

## Lista de canciones
1. "God Is God" (Steve Earle) – 3:29
2. "Rose of Sharon" (Eliza Gilkyson) – 3:34
3. "Scarlet Tide" (Elvis Costello, T Bone Burnett) – 2:25
4. "Day After Tomorrow" (Tom Waits, Kathleen Brennan) – 5:31
5. "Henry Russell's Last Words" (Diana Jones) – 3:37
6. "I Am A Wanderer" (Steve Earle) – 2:30
7. "Mary" (Patty Griffin) – 3:54
8. "Requiem" (Gilkyson) – 3:55
9. "The Lower Road" (Thea Gilmore) – 4:11
10. "Jericho Road" (Earle) – 3:29

## Personal
- Joan Baez: voz y guitarra
- Steve Earle: guitarra, armonio y coros
- Viktor Krauss: bajo
- Kenny Malone: batería y percusión
- Tim O'Brien: violín, mandolina, bouzouki y coros
- Darrell Scott: guitarra, dobro, bouzouki, banjolin, guitarra hawaiana y coros
- Thea Gilmore: coros
- Siobhan Maher-Kennedy: coros

## Posición en listas
| País           | Lista               | Posición |
| -------------- | ------------------- | -------- |
| Estados Unidos | Billboard 200       | 128      |
| Estados Unidos | Top Internet Albums | 128      |
| Reino Unido    | UK Albums Chart     | 100      |